# Ханабі (настільна гра)
Ханабі (англ. Hanabi) — кооперативна карткова гра, у якій гравці бачать карти інших гравців, але не свої власні, і повинні викласти серії карт у правильному порядку на стіл. У 2013 році Ханабі виграла Spiel des Jahres — престижну нагороду за найкращу настільну гру року. В Україні гра буде локалізована видавництвом Games7Days.

## Правила гри
Колода карт для Ханабі складається з карт п'яти кольорів, кожен колір має такі карти: три одиниці, по дві двійки, трійки та четвірки, і одну п'ятірку. Гра починається з 8 підказками (спеціальний жетон) та 3 жетонами помилки. На початку гри кожен гравець отримує 4 або 5 карт (залежно від кількості гравців), які потрібно тримати так, щоб їх бачили інші гравці, але не він сам. Гравці по черзі виконують ходи, кожен хід — рівно одну з наступних дій:
- Дати підказку: Гравець вказує будь-якому іншому гравцеві, які з його карт мають певне значення або певний колір. (Наприклад, «ось усі твої жовті карти» або «ось усі твої четвірки»). Можна давати лише повну та коректну інформацію. Не можна повідомляти, що в гравця немає якихось карт. Такий хід забирає один жетон-підказку.
- Скинути карту: Гравець обирає карту з руки та кладе її «в скидання». Ця карта більше не буде використовуватись. Цей хід повертає один жетон-підказку, а гравець бере нову карту з колоди.
- Зіграти карту: Гравець намагається зіграти карту з руки. Якщо це одиниця ще не розіграного кольору або якщо ця карта — наступна в серії свого кольору, що вже лежить на столі, то вона зіграна успішно та додається до серії. Інакше вона скидається, і гравці втрачають жетон помилки. Успішне закриття серії п'ятіркою також повертає один жетон-підказку. У будь-якому випадку гравець бере нову карту з колоди.

Коли гравець бере останню карту з колоди, після цього грається рівно один раунд (до ходу цього гравця включно), і гра закінчується. Загальний рахунок гравців — сумарна кількість карт у серіях (найкращий рахунок — 25). Якщо ж гравці втратили всі три жетони помилки, гра негайно завершується з рахунком 0.

## Нагороди
- Переможець премії Spiel des Jahres 2013 року[1].
- Переможець премії À la Carte 2013 року[2].